# Браун, Джон (баскетболист, 1992)
Джон Эдвард Браун III (англ. John Edward Brown III; род. 28 января 1992, Джэксонвилл, штат Флорида, США) — американский профессиональный баскетболист, играющий на позиции лёгкого форварда.

## Карьера
Обучаясь в школе, Браун активно играл в американский футбол. Перейдя из одной школы в другую, Джону пришлось сменить позицию на квотербека, но играть на ней Джону не нравилось. На одной из тренировок в баскетбольном зале к Брауну подошёл главный тренер баскетбольной команды школы и пригласил на тренировки.
Не став выбранным на драфте НБА 2016 года Браун принял участие в Летней лиге НБА в составе «Шарлотт Хорнетс».
В августе 2016 года Браун подписал контракт с римским «Виртусом». Статистика Джона составила 19,9 очка, 8,3 подбора, 1,8 передачи, 1,8 перехвата и 1 блок-шот.
В июле 2017 года Браун стал игроком «Универсо Тревизо».
С 2018 по 2020 год Браун выступал за «Нью Баскет Бриндизи». В сезоне 2019/2020 в чемпионате Италии Джон набирал 11,8 очков, 6,1 подборов и 2,7 перехвата. В Лиге чемпионов ФИБА его статистика составила 11,5 очков, 5 подборов, 1,2 передачи и 1,4 перехвата.
В июле 2020 года Браун перешёл в УНИКС.
В Еврокубке Браун стал серебряным призёром, включён во вторую символическую пятёрку турнира, а также признан «Самым ценным игроком» недели в апреле 2021 года.
В феврале 2021 года Единая лига ВТБ выбрала Брауна одним из участников конкурса данков, который проходил в рамках «Матча всех звёзд» в Москве, но из-за травмы Джон не смог принять участие.
12 мая 2021 года, в первом матче 1/4 финала Единой лиги ВТБ против «Зелёна-Гуры» (87:60), Браун повторил рекорд сезона, совершив 5 перехватов.
По итогам сезона 2020/2021 в Единой лиге ВТБ Браун был признан «Лучшим по игре в защите». В 23 матчах регулярного сезона Джон в среднем набирал 8,4 очка, 5,0 подбора и 12,3 балла за эффективность действий. Браун стал лучшим в турнире по перехватам (2,1), а УНИКС стал вторым в регулярном сезоне по игре в обороне, пропуская в среднем 74,8 очка за матч.
26 января 2022 года стал известен состав команд на «Матч всех звёзд» Единой лиги ВТБ. По итогам голосования болельщиков и анкетирования СМИ, в котором приняли участие 25 изданий, Браун был выбран в состав команды «Звёзды мира». В этом матче Джон провёл на площадке 15 минут 21 секунду, набрав 10 очков и 3 подбора.
В апреле 2022 года Браун перешёл в «Брешию». В 7 матчах чемпионата Италии Джон набирал в среднем 9,3 очка, 5,6 подбора и 2,1 перехвата.
В июле 2022 года Браун подписал контракт с «Монако».
В июле 2023 года Браун продлил контракт с «Монако».

## Достижения
- Серебряный призёр Еврокубка: 2020/2021
- Серебряный призёр Единой лиги ВТБ: 2020/2021
- Бронзовый призёр Суперкубка Единой лиги ВТБ: 2021
- Серебряный призёр чемпионата России: 2020/2021
- Обладатель Кубка Франции: 2022/2023